# 大凱韋雷舒鄉
45°40′N 21°29′E / 45.667°N 21.483°E
大凱韋雷舒鄉（羅馬尼亞語：Comuna Chevereșu Mare, Timiș），是羅馬尼亞的鄉份，位於該國西部，由蒂米什縣負責管轄，面積81平方公里，海拔高度100米，2002年人口1,971，人口密度每平方公里24人。